# سادهوکی
سادهوکی (به انگلیسی: Sadhoke) یک شهر در پاکستان است که در تحصیل کموکی واقع شده‌است.